# Abbott and Costello Meet Dr. Jekyll and Mr. Hyde
Abbott and Costello Meet Dr. Jekyll and Mr. Hyde (1953) este un film științifico-fantastic-comedie-horror regizat de Charles Lamont; cu Abbott și Costello și Boris Karloff în rolurile principale.

## Distribuție
- Bud Abbott ca Slim
- Lou Costello ca Tubby
- Boris Karloff ca Dr. Henry Jekyll
- Craig Stevens ca  Bruce Adams
- Helen Westcott ca Vicky Edwards
- Reginald Denny ca Inspector
- John Dierkes ca Batley